# خانه نصیری خلخال
خانه نصیری خلخال مربوط به سدهٔ ۱۰ تا ۱۳ ه.ق است و در خلخال، خیابان شهید دستغیب واقع شده و این اثر در تاریخ ۲۴ بهمن ۱۳۸۶ با شمارهٔ ثبت ۲۱۲۴۸ به‌عنوان یکی از آثار ملی ایران به ثبت رسیده است.